# Iglesia de San Nicolás (Espinosa de los Monteros)
La iglesia de San Nicolás situada en el barrio de Quintanilla de Espinosa de los Monteros (Provincia de Burgos, España) fue consagrada en el siglo XII. El edificio actual data del siglo XVII. 

## Arquitectura
Es un edificio de una sola nave, planta salón, cubierta a dos aguas y muros de mampostería. 

## Retablo
En su interior destaca un retablo gótico del siglo XV. El primer elemento destacable de esta obra es, la estructura o arquitectura. Se apea sobre un sencillo banco o predela, dividido en cinco espacios, sobre la descarga el cuerpo principal de la obra, dividido en tres calles y rematado en un pequeño saliente, una cenefa, guardapolvo, lo recorre en todo su perímetro, en una acertado enmarque, este marco sirve de soporte a un conjunto de pinturas, sobre tabla, tres tablas de gran tamaño en el cuerpo principal y otras siete de menor volumen, es una obra realizada con la técnica del óleo y dentro de las pautas establecidas por los pintores flamencos de la primera mitad del siglo XV. Se atribuye a Fray Alonso de Zamora, monje del monasterio de San Salvador de Oña. El Espíritu Santo aparece representado con forma femenina.